# Jumping All Over the World
Jumping All Over the World er Scooters trettende studiealbum, udgivet i 2007 af Sheffield Tunes i Tyskland. Der er udgivet fem singler fra det: "The Question Is What Is the Question?", "And No Matches", "Jumping All Over the World", et remix af "I'm Lonely" og en ny version af "Jump That Rock!" med titlen "Jump That Rock (Whatever You Want)" optaget med britiske rockgruppe Status Quo. Albummet originale forside viser profilen af nogle personer, der danser jumpstyle.
Den 3. oktober 2008 blev der udgivet en ny version af Jumping All Over the World med titlen Jumping All Over the World - Whatever You Want.

## Numre
1. The Definition - 1:25
2. Jumping All Over the World - 3:48
3. The Question Is What Is the Question? - 3:46
4. Enola Gay - 3:59
5. Neverending Story - 3:52
6. And No Matches - 3:31
7. Cambodia - 5:23
8. I'm Lonely - 4:02
9. Whistling Dave - 3:39
10. Marian (Version) - 4:55
11. Lighten Up the Sky - 6:19
12. The Hardcore Massive - 4:25
13. Jump That Rock! [UK only]- 3:50
14. The Greatest Difficulty - 0:20

Den britiske udgave af albummet har et ekstra nummer, "Jump That Rock!", radioen redigering af "I'm Lonely" erstatte det oprindelige, og en ny version af "Lighten Up the Sky".

## Begrænset udgave
En begrænset udgave af albummet kommer med en anden CD som omfatter Scooters 20 tysk top ten hits hidtil. Denne 2 CD-version blev udgivet som standard i England, men med et alternativt første spor: til DJS mixing
1. "Apache Rocks the Bottom" (UK Only)
2. "One (Always Hardcore)"
3. "Shake That!"
4. "Jigga Jigga!"
5. "Maria (I Like It Loud)"
6. "The Night"
7. "Weekend!"
8. "Nessaja"
9. "The Logical Song"
10. "Posse (I Need You on the Floor)"
11. "Faster Harder Scooter"
12. "How Much Is the Fish?"
13. "Fire"
14. "I'm Raving"
15. "Rebel Yell"
16. "Back in the U.K."
17. "Endless Summer"
18. "Friends"
19. "Move Your Ass!"
20. "Hyper Hyper"

Bonus track: 
The Question Is What Is the Question?" [Headhunters Remix]

## Jumping All Over the World - Whatever You Want
En opdateret version af albummet blev udgivet i oktober 2008, med titlen Jumping All Over the World - Whatever You Want. Den begrænsede luksusudgave indeholder to cd'er og to dvd'er, Premium-udgaven indeholder de to cd'er og live dvd, mens Standard Edition kun består af de to cd'er. I Storbritannien Platinum Edition blev udgivet den 17. november med den originale album plus Jump That Rock (Whatever You Want), live DVD og de manglende numre fra de største hits cd fra den første udgivelse af albummet.
- CD 1: Jumping All Over the World - Whatever You Want

1. The Definition
2. Jumping All Over the World
3. The Question Is What Is the Question?
4. Enola Gay
5. Neverending Story
6. And No Matches
7. Cambodia
8. I'm Lonely (Single Version)
9. Whistling Dave
10. Marian (Version)
11. Lighten Up the Sky (New Version)
12. The Hardcore Massive
13. The Greatest Difficulty
14. Bloodhound Gang - Weekend! (Bonus: Hands on Scooter)
15. K.I.Z. - Was kostet der Fisch? (How Much Is the Fish?) (Bonus: Hands On Scooter)
16. Sido - Beweg dein Arsch (Move Your Ass) (Bonus: Hands On Scooter)
17. Modeselektor featuring Otto von Schirach - Hyper Hyper (Bonus: Hands On Scooter)
18. Jan Delay & Moonbootica - I’m Raving (Bonus: Hands On Scooter)
19. Andreas Dorau - Aiii Shot the DJ (Bonus: Hands On Scooter)
20. Klostertaler - Friends (Bonus: Hands On Scooter)

1. Scooter vs. Status Quo - Jump That Rock (Whatever You Want)
2. One (Always Hardcore)
3. Shake That!
4. Jigga Jigga!
5. Maria (I Like It Loud)
6. The Night
7. Weekend!
8. Nessaja
9. The Logical Song
10. Posse (I Need You on the Floor)
11. Faster Harder Scooter
12. How Much Is the Fish?
13. Fire
14. I’m Raving
15. Rebel Yell
16. Back in the UK
17. Endless Summer
18. Friends
19. Move Your Ass!
20. Hyper Hyper
21. Sheffield Jumpers - Jump with Me (Bonus Track)

- DVD 1: Live in Berlin 20081

1. Intro
2. Call Me Mañana
3. Jumping All Over the World
4. The Question Is What Is the Question?
5. I’m Raving
6. Weekend!
7. And No Matches
8. Jump That Rock
9. No Fate
10. Jumpstyle Medley feat Sheffield Jumpers
11. Fuck the Millennium
12. Aiii Shot the DJ
13. Nessaja
14. How Much Is the Fish?
15. I’m Lonely
16. One (Always Hardcore)
17. Jigga Jigga!
18. Maria (I Like It Loud)
19. Hyper Hyper!

Noter
- 1 Live koncert på Zitadelle Spandau, Berlin, optaget 1. august 2008 og tidligere udsendt på VIVA.

- DVD 2: The Complete Video Collection

1. Jump That Rock (Whatever You Want)
2. I'm Lonely
3. Jumping All Over the World
4. And No Matches
5. The Question Is What Is the Question?
6. Lass Uns Tanzen
7. Behind the Cow
8. Apache Rocks the Bottom!
9. Hello! (Good to Be Back)
10. Suavemente
11. One (Always Hardcore)
12. Shake That!
13. Jigga Jigga!
14. Maria (I Like It Loud)
15. The Night
16. Weekend!
17. Nessaja
18. The Logical Song
19. Aiii Shot the DJ
20. Posse (I Need You on the Floor)
21. She’s the Sun
22. I’m Your Pusher
23. Fuck the Millennium
24. Faster Harder Scooter
25. Call Me Mañana
26. I Was Made for Lovin’ You
27. We Are The Greatest
28. How Much Is the Fish?
29. No Fate
30. The Age of Love
31. Fire
32. Break It Up
33. I’m Raving
34. Rebel Yell
35. Let Me Be Your Valentine
36. Back in the UK
37. Endless Summer
38. Friends
39. Move Your Ass!
40. Hyper Hyper

Den begrænsede luksusudgave leveres også med en t-shirt og autograf-kort (kun de første 1000 eksemplarer blev håndskrevne, andre eksemplarer blev trykt).

### 20 Years of Hardcore bonusindhold
CD2
1. "The Question Is What Is the Question" (A Little Higher Club Mix)
2. "The Question Is What Is the Question" (Alex K Remix)
3. "The Question Is What Is the Question" (Flip 'n Fill Remix)
4. "The Fish Is Jumping"
5. "The Question Is What Is the Question" (Micky Modelle Remix)
6. "The Question Is What Is the Question" (Headhunters Mix)
7. "Up In Smoke"
8. "Jumping All Over the World" (The Jacques Renault Club Mix)
9. "Tribal Tango"
10. "Jumping All Over the World" (Alex K Remix)
11. "Jumping All Over the World" (Fugitive 80s Style Remix)

CD3
1. "And No Matches" (Fresh Off The Plane Club Mix)
2. "B.O.B."
3. "I'm Lonely" (Dressed For Success Club Mix)
4. "Way Up North"
5. "I'm Lonely" (Styles & Breeze Remix)
6. "I'm Lonely" (Flip 'n Fill Remix)
7. "I'm Lonely" (Alex K Remix)
8. "Jump That Rock (Whatever You Want)" (The Telecaster Club Mix)
9. "The Hi Hat Song"
10. "Jump That Rock (Whatever You Want)" (Jorg Schmid Remix)

## Hitlisteplaceringer
| Titel                        | Placering | Placering | Placering | Placering | Placering | Placering | Placering      |
| Titel                        | Tyskland  | Østrig    | Tjekkiet  | Irland    | Schweiz   | Skotland  | Storbritannien |
| ---------------------------- | --------- | --------- | --------- | --------- | --------- | --------- | -------------- |
| "Jumping All Over the World" | 9         | 18        | 29        | 3         | 65        | 1         | 1              |